# Беларија (Бјела)
Беларија је насеље у Италији у округу Бијела, региону Пијемонт.
Према процени из 2011. у насељу је живело 219 становника. Насеље се налази на надморској висини од 286 м.